# Kutjern Station
Kutjern Station (Kutjern stasjon) var en jernbanestation på Gjøvikbanen, der lå i Vestre Toten kommune i Norge. Den lå ved banens højeste punkt, 494 meter over havet.
Kutjern blev oprindeligt etableret som militært krydsningsspor ved åbningen af Gjøvikbanen 28. november 1902, men det blev ikke taget i brug, før der blev oprettet en togfølgestation i 1908. Inden da blev der dog etableret en læsseplads 25. juni 1907. I 1908 besluttede Stortinget, at der skulle oprettes en holdeplads på visse vilkår. De blev imidlertid ikke opfyldt, og Kutjern fik først status som holdeplads 15. oktober 1924. Den blev opgraderet til station på et tidspunkt før 1930. Den blev nedgraderet til trinbræt 22. maj 1966 og nedlagt 28. maj 1989.
Stationsbygningen blev opført i 1908. Den er siden solgt fra og benyttes nu som privat fritidsbolig.